# 卫子镇
卫子镇，是中华人民共和国四川省广元市昭化区下辖的一个乡镇级行政单位。2019年12月，撤销晋贤乡、梅树乡、白果乡和石井铺镇，将原晋贤乡中山村、千秋村、保民村，原梅树乡潜力村、春花村、穿心村、梅岭村、梅树村、新力村，原白果乡狮子村、田岩村和原石井铺镇石井铺社区、石井村、龙口村、新场村、元柏村、板庙村、茶店村、肖家寨村、庙儿顶村所属行政区域划归卫子镇管辖，卫子镇人民政府驻府顺街110号。

## 行政区划
卫子镇下辖以下地区：
卫子镇社区、卫子村、刘家河村、板石沟村、新云村、冯家岭村、沈家阁村和商家梁村。